# 細田雅弘
細田雅弘（日语：細田 雅弘，1961年7月23日—），日本男性動畫演出家、動畫導演。出身於埼玉縣。東映動畫所屬。代表作是擔任導演的《新宇宙飛龍》、《七龍珠Z：神與神》。

## 來歷
1982年，進入大型動畫公司東映動畫上班。此時，他拜前輩森下孝三為師。
1984年，負責《雷射戰士》第30話的演出成為他在動畫業界的出道作。從此之後，細田以東映動畫的作品參加分鏡、演出到導演的工作至今。
2013年，由細田擔當導演的電影動畫《七龍珠Z：神與神》創下29.9億日圓票房收入最高的成績。

## 作品列表

### 電視動畫
1980年代
- 銀河旋風突擊隊（1982年，製作進行）
- 銀河烈風幕臣我（1982年－1983年，製作進行）
- 光速電神阿爾貝加斯（1983年－1984年，製作進行）
- 雷射戰士（1984年－1985年，演出、製作進行）
- 鬼太郎（1987年，演出助手）
- 聖鬥士星矢（1987年－1989年，演出、演出助手）
- 惡魔君（1989年，演出）
- 魔法使莎莉（1989年－1991年，演出）

1990年代
- NG騎士檸檬汽水&40（1990年，分鏡、演出）
- 少年阿貝（日语：少年アシベ）（1991年，分鏡）
- 金肉人 金肉星王位爭奪篇（1992年，分鏡、演出）
- 蕃茄十勇士（1992年－1993年，分鏡、演出）
- 南國少年奇小邪（1992年－1993年，分鏡、演出）
- 七龍珠Z（1992年－1993年，演出）
- 丹丹的生活日記（1992年－1994年，演出）
- 風中少女 金髮珍妮（1993年，分鏡）
- 家有賤狗（1993年－1994年，分鏡、演出）
- 蠟筆小新（1993年－1994年，分鏡、演出）
- 足球風雲（1993年－1994年，演出）
- 飛天少女豬（1994年－1995年，分鏡、演出）
- 小紅帽恰恰（1994年－1995年，分鏡、演出）
- 真拳傳說（日语：真拳伝説タイトロード）（1994年，演出）
- 空想科學世界（1995年，演出）
- 雷霆飛行戰隊（英语：Skysurfer Strike Force）（1995年，演出）
- 酷媽寶貝蛋（1995年－1996年，分鏡、演出）
- 美少女戰士Sailor Stars（1996年－1997年，演出）
- 甜心戰士F（1997年，演出）
- 大盜五右衛門（日语：アニメがんばれゴエモン）（1998年，分鏡、演出）
- 愛莉絲SOS（1998年，分鏡、演出）
- 遊☆戲☆王（1998年，演出）
- 天才小魚郎RV（1998年，分鏡、演出）
- 餓沙羅鬼（1998年，分鏡）
- 吹泡糖危機2040（1998年－1999年，分鏡、演出）
- 金田一少年之事件簿（1999年，演出）
- 網路安琪兒（1999年－2000年，分鏡、演出）
- 極道君漫遊記（日语：ゴクドーくん漫遊記）（1999年，分鏡）
- HUNTER×HUNTER (1999年版)（1999年－2000年，分鏡、演出）

2000年代
- 捍衛者（2000年，演出）
- GEAR戰士電童（2000年，分鏡、演出）
- 遊☆戲☆王 怪獸之決鬥（2001年－2003年，分鏡、演出）
- The Soul Taker ～魂狩～（日语：The Soul Taker 〜魂狩〜）（2001年，分鏡）
- ARMSPROJECT ARMS The 2nd Chapter（2001年，分鏡）
- X（2002年，演出）
- 電光快車俠2（2002年，分鏡、演出）
- 高橋留美子劇場 人魚之森（2003年，演出）
- 京極夏彥 巷說百物語（2003年，分鏡、演出）
- 飆悍射將（2003年，分鏡、演出）
- 真月譚 月姬（2003年，分鏡）
- 魔法少年賈修（2003年－2005年，演出）
- 鼻毛真拳（2004年－2005年，演出）
- 名偵探柯南（2004年、2007年－2008年，分鏡、演出）
- 冒險王比特（2004年－2005年，演出）
- 地獄少女（2005年，分鏡、演出）
- 新宇宙飛龍（2005年－2006年，系列導演、分鏡、演出）
- MAJOR 2nd season（2006年，分鏡）
- 完美小姐進化論（2006年，分鏡）
- 真仙魔大戰（2006年－2007年，演出）
- ONE PIECE（2007年、2013年－現在，分鏡、演出）
- MAJOR 3rd season（2007年，分鏡、演出）
- GO！純情水泳社！（2007年，分鏡）
- 劍豪生死鬥（2007年，演出）
- 賭博默示錄 Ultimate Survivor（2007年－2008年，分鏡、演出）
- 旁邊的兒童 我的火腿組（日语：はたらキッズ マイハム組）（2007年－2008年，演出）
- 妳是主人我是僕（2008年，分鏡）
- 新·安琪莉可 Abyss（2008年，分鏡）
- 戀姬†無雙（2008年，分鏡）
- 新·安琪莉可 Abyss -Second Age-（2008年，分鏡）
- SKIP BEAT！華麗的挑戰（2008年，分鏡）
- 週刊美肌一族（日语：美肌一族）（2008年，演出）
- ONE OUTS（2008年－2009年，分鏡、演出）
- 洋葱和尚朝太郎（日语：ねぎぼうずのあさたろう）（2009年，分鏡、演出）
- 怪談餐廳（2009年－2010年，分鏡、演出）
- 夢色蛋糕師（2009年，演出）
- 11eyes（2009年，分鏡、演出）
- 獸之奏者 艾琳（2009年，分鏡）
- 奇蹟少女KOBATO.（2009年，演出）
- 真·戀姬†無雙（2009年，演出）

2010年代
- RAINBOW -少年犯之七人-（2010年，演出）
- 數碼寶貝合體戰爭（2010年－2012年，分鏡、演出）
- 天降之物f（2010年，分鏡、演出）
- 變研會（2011年，演出）
- 紙箱戰機（2011年，分鏡、演出）
- 火影忍者疾風傳（2011年－2012年，分鏡）
- 新網球王子（2012年，演出）
- 李洛克的青春全力忍傳（2012年，分鏡、演出）
- 美食獵人TORIKO（2012年，演出）
- 最強學生會長（2012年，分鏡）
- 聖鬥士星矢Ω（2012年，分鏡）
- HEROES：戰役傳說（英语：Heroes: Legend of the Battle Disks）（2015年，導演）
- 龍族拼圖X（2016年，分鏡）
- 遊☆戲☆王VRAINS（2017年，導演（第1話～第13話）、分鏡、演出）
- 百慕達三角 ～多彩田園曲～（2019年，分鏡、演出）
- 實況主的逃脫遊戲【直播中】（2019年，分鏡、演出）

2020年代
- 怕痛的我，把防禦力點滿就對了（2020年，分鏡、演出）
- 這是妳與我的最後戰場，或是開創世界的聖戰（2020年，演出）

### OVA
- 戰鷹特攻隊（1987年，演出助手）
- 永遠的法蓮娜（日语：永遠のフィレーナ）（1992年，演出）
- 地獄堂靈界通信（日语：地獄堂霊界通信）（1996年，演出）
- 10隻青蛙（1998年，導演）
- 聖少女艦隊Virgin Fleet（日语：聖少女艦隊バージンフリート）（1998年，導演、分鏡、演出）
- 快打旋風ZERO -THE ANIMATION-（2000年，演出）
- 聖鬥士星矢 冥王黑帝斯十二宮篇（日语：聖闘士星矢 冥王ハーデス編）（2002年，演出）
- HUNTER×HUNTER GREED ISLAND（2003年，演出）
- INTERLUDE（日语：インタールード (ゲーム)）（2004年，第2話導演）
- HUNTER×HUNTER G·I Final（2004年，演出）

### 電影動畫
- 劇場版 北斗神拳（日语：北斗の拳 (1986年の映画)）（1986年，導演助手）
- 聖鬥士星矢：邪神艾莉絲（1987年，導演助手）
- 聖鬥士星矢：眾神的激戰（1988年，導演助手）
- 暹邏貓 -初次任務-（日语：シャム猫 -ファーストミッション-）（2001年，導演、分鏡）
- 真救世主傳說 北斗神拳 拉歐傳 激鬥之章（日语：真救世主伝説 北斗の拳）（2007年，演出）
- 劇場版 神奇寶貝：幻影的霸者 索羅亞克（2010年，演出）
- 七龍珠Z：神與神（2013年，導演、分鏡）
- BUDDHA2 手塚治虫的佛陀 -無盡的旅程-（2014年，分鏡）

### 網路動畫
2017年
- 阿拉德：宿命之門 THE FATE OF ARAD（總導演）

### 遊戲
1996年
- 安琪莉可Special2（日语：アンジェリークSpecial2）（動畫演出）

## 相關項目
- 東映動畫
- 日本動畫師列表

## 外部連結
- 細田雅弘 （页面存档备份，存于） allcinema（日语：allcinema） （日語）
- 細田雅弘在動畫新聞網百科全書中的資料（英文）
- 細田雅弘在互联网电影资料库（IMDb）上的資料（英文）